# Rudolf Deckert
Rudolf Deckert (* 3. November 1926 in Wierschutzin; † 2008) war ein deutscher Konteradmiral der Bundesmarine.

## Leben
Rudolf Deckert begann nach dem Abitur 1944 die Ausbildung zum Seeoffizier in der Kriegsmarine.
Nach dem Krieg war er zunächst Polizeibeamter in Niedersachsen und wechselte 1956 als Fähnrich zur See in die Bundeswehr. Bei der US Navy wurde er erst zum Jet-Pilot ausgebildet, wurde dann aber Admiralstabsoffizier. 1957 wurde er Oberleutnant zur See. Ab 1958 war er, ab 1959 Kapitänleutnant, bis 1961 Pilot und Staffelkapitän in den Marinefliegergeschwadern 1 und 2. Von 1961 bis 1963 besuchte er den 3. Admiralstabslehrgang an der Führungsakademie der Bundeswehr in Hamburg und wurde 1964 zum Korvettenkapitän befördert. Ab 1965 war er Kommandeur der Fliegenden Gruppe im Marinefliegergeschwader 2 und wurde hier 1967 Fregattenkapitän. Für die nächsten drei Jahre war er A3 in der Marinefliegerdivision und kam dann als Referent in das Bundesministerium der Verteidigung. Von Mai 1972 an war er als Kapitän zur See (Beförderung 1971) Ansprechpartner für Angelegenheiten der Studiengruppen im Führungsstab der Marine (FüM) im Bundesministerium der Verteidigung und war von April 1973 bis März 1977 Chef des Stabes des Flottenkommandos. Als Flottillenadmiral war er von April 1977 bis März 1982 Kommandeur der Flottille der Marineflieger. Anschließend übernahm er, nun Konteradmiral, als Befehlshaber das Territorialkommando Schleswig-Holstein. Ende 1984 gab er das Kommando ab und ging in den Ruhestand.
Nachdem er am 4. Februar 1982 mit dem Verdienstkreuz 1. Klasse ausgezeichnet worden war, erhielt er am 29. April 1985 das Große Verdienstkreuz.